# نيل هدسون
نيل هدسون (بالإنجليزية: Nell Hudson)‏ هي ممثلة إنكليزية معروفة بدو ليري ماكنزي في مسلسل دخيلة.

## روابط خارجية
- نيل هدسون على موقع IMDb (الإنجليزية)
- نيل هدسون على موقع ألو سيني (الفرنسية)
- نيل هدسون على موقع قاعدة بيانات الفيلم (الإنجليزية)
- نيل هدسون على موقع كينوبويسك (الروسية)